# Estación de Opfikon
La estación de Opfikon es una estación ferroviaria de la comuna suiza de Opfikon, en el Cantón de Zúrich.

## Situación
La estación se encuentra ubicada en el borde sur del núcleo urbano de Opfikon. La principal estación ferroviaria de la comuna es la de Glattbrugg, situada a escasa distancia de la de Opfikon, en la que efectúan parada un mayor número de líneas de cercanías.
La estación de Opfikon es mayoritariamente subterránea, y cuenta con un único andén central, al que acceden dos vías. Hay otras dos vías pasantes junto a la estación, que forman parte del ramal que conduce a la estación de Zúrich Aeropuerto, que posteriormente se reincorpora a la línea.
En términos ferroviarios, la estación se sitúa en la línea Wettingen - Effretikon. Sus dependencias ferroviarias colaterales son la estación  de Zúrich Oerlikon hacia Wettingen y la estación de Kloten Balsberg en dirección Effretikon

## Servicios ferroviarios
El único servicio ferroviario existente en la estación es prestado por SBB-CFF-FFS, debido a que la estación está integrada dentro de la red de cercanías S-Bahn Zúrich, y en la que efectúan parada los trenes de una línea perteneciente a S-Bahn Zúrich:
- S 7 Winterthur – Kloten – Zúrich HB – Stadelhofen - Meilen – Rapperswil